# Carlos Fonseca
Carlos Manuel Costa Fernandes Fonseca (Barcelos, 23 agosto 1987) è un calciatore portoghese, attaccante del Santa Maria.

## Carriera

### Club

#### Gli inizi amatoriali
Nato nella freguesia Galegos di Barcelos, inizia a giocare a 10 anni per il Santa Maria. Dopo un anno in prestito, nel 2003-04 nelle giovanili del Gil Vicente, si trasferisce nel 2008 al Tirsense, in terza divisione portoghese.

#### Feirense
Nell'estate 2010 viene ingaggiato dal Feirense, in LigaPro, centrando alla prima stagione la promozione in Primeira Liga, risultato a cui Fonseca contribuisce con 27 presenze e una rete. Il 14 agosto esordisce nella massima divisione portoghese contro il Nacional. In tale partita, pareggiata poi 0-0, Fonseca rimedia un cartellino rosso. Al termine della stagione 2011-12 il Feirense retrocede nuovamente in LigaPro.

#### In Bulgaria e Kazakistan
Il 13 luglio 2013 si aggrega ai bulgari del Černomorec Burgas e, dopo una sola annata, si trasferisce allo Slavia Sofia, sempre nella Părva liga. Nel gennaio 2016 viene ufficializzato il suo passato alla squadra kazaka dell'Ertis, con cui Fonseca sottoscrive un contratto biennale, in seguito ad un prestito di sei mesi. Il 30 dicembre 2018 firma per un altro anno, mentre il 21 novembre 2019 rinnova ancora il contratto per una stagione.

## Palmarès

### Club

#### Competizioni nazionali
- Supercoppa del Kazakistan: 1

Tobıl: 2021